# Julie Kovářová
Julie Kovářová; z d. Jášová; (ur. 14 września 1987 w Czeskich Budziejowicach) – czeska siatkarka, grająca na pozycji libero. Od sezonu 2018/2019 występuje w drużynie SK UP Ołomuniec.

## Sukcesy klubowe
Puchar Czech:
- 2005, 2006, 2014, 2015, 2016, 2018, 2019

Mistrzostwo Czech:
- 2005, 2006, 2007, 2014, 2015, 2016, 2017, 2018, 2019
- 2009, 2010
- 2008

MEVZA:
- 2019

## Sukcesy reprezentacyjne
Liga Europejska:
- 2012

## Nagrody indywidualne
- 2012 - Najlepsza libero Ligi Europejskiej[2]